# Труд (спортивне товариство)

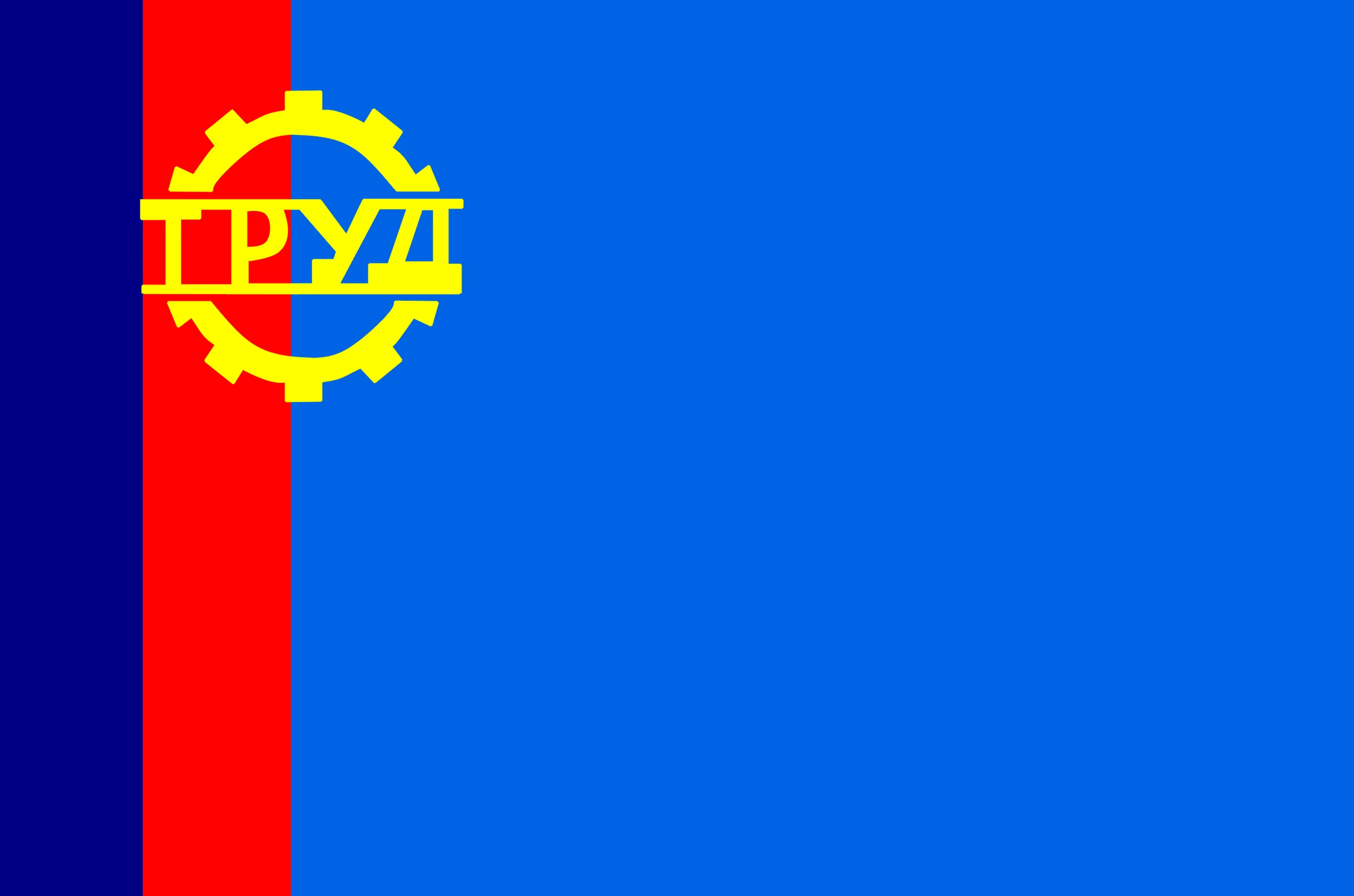
Прапор товариства

«Труд» (рос. Труд, «праця») — російське спортивне товариство, одне з найбільших у Радянському Союзі. Об'єднувало членів профспілок і працівників промисловости РРФСР. Діяло в 1957—1987 роках.
Створене 1957 року на базі відомчих спортивних товариств профспілок — «Авангард», «Червоний прапор», «Будівельник», «Торпедо» та інших. У 1975 діяло близько 9 тисяч колективів фізкультури, культивувалося 49 видів спорту, налічувалося 726 стадіонів, 2,3 тисяч спортивних залів, 136 критих басейнів.
Станом на 1960 рік у складі товариства було 15 476 колективів фізичної культури, що об'єднували 3608 тисяч осіб. За 1959 рік «Труд» підготував 450 майстрів спорту.
Станом на 1972 рік «Труд» об'єднував 4,903 млн фізкультурників (з усіх 24,923 млн фізкультурників республіки).

## Відомі спортсмени
Чемпіони світу чи Олімпійських ігор:
- Василь Алексєєв (важка атлетика)
- Михайло Ботвинник (шахи)